# Улица Народов Востока
Улица Народов Востока — улица во Владикавказе, Северная Осетия, Россия. Находится в Иристонском муниципальном округе. Начинается от улицы Шмулевича и заканчивается улицей Куйбышева.
Улицу Народов Востока пересекают улицы Бакинская, Степана Разина и Максима Горького.
Улица образовалась в начале XX века. Впервые обозначена как улица Народов Востока на плане города Орджоникидзе от 1937 года.